# Чарна-Весь-Косьцельна
Чарна-Весь-Косьцельна (пол. Czarna Wieś Kościelna) — село в Польщі, у гміні Чарна-Білостоцька Білостоцького повіту Підляського воєводства.
Населення — 638 осіб (2011).
У 1975-1998 роках село належало до Білостоцького воєводства.

## Демографія
Демографічна структура станом на 31 березня 2011 року:
|          | Загалом | Допрацездатний вік | Працездатний вік | Постпрацездатний вік |
| -------- | ------- | ------------------ | ---------------- | -------------------- |
| Чоловіки | 316     | 75                 | 205              | 36                   |
| Жінки    | 322     | 60                 | 180              | 82                   |
| Разом    | 638     | 135                | 385              | 118                  |